# Богданович, Станислав Эдуардович
Станисла́в Эдуа́рдович Богдано́вич (укр. Станіслав Едуардович Богданович; 4 февраля 1993, Одесса — 5 марта 2020, Москва) — украинский шахматист, гроссмейстер (2017).
Окончил Национальный университет «Одесская юридическая академия».

## Таблица результатов
- Трёхкратный чемпион Одесской области, в том числе — победитель двух круговиков-суперфиналов открытого чемпионата области, турниров с гроссмейстерской нормой (2018, 2019)[1]
- Победитель многих международных турниров. В 2015-м году занимал восьмую строчку в мировом рейтинг-списке по блицу[2]
- Серебряный призёр чемпионата Европы среди юношей до 12 лет[3]
- Многократный чемпион Украины по ускоренным шахматным дисциплинам. Чемпион Украины по быстрым шахматам (2013)
- Чемпион Украины среди юношей до 18 лет
- Чемпион Одессы (2010)

| Год  | Город  | Турнир                 | + | − | = | Результат | Место |
| ---- | ------ | ---------------------- | - | - | - | --------- | ----- |
| 2010 | Донецк | Мемориал Амитана       |   |   |   | из        | [ 4 ] |
| 2013 | Киев   | Чемпионат Украины 2013 | 3 | 3 | 5 | 5½ из 11  | [ 5 ] |
| 2014 | Львов  | Чемпионат Украины 2014 |   |   |   | из        |       |

## Изменения рейтинга
| Графики недоступны из-за технических проблем. См. информацию на Фабрикаторе и на mediawiki.org. |

## Смерть
Был найден мёртвым вместе со своей девушкой Александрой Вернигорой, тоже шахматисткой, 5 марта 2020 года. На месте был найден баллон веселящего газа, а на головах полиэтиленовые пакеты.
За два дня до своей смерти Богдановича внесли на сайт «Миротворец» как «участника пропагандистских антиукраинских акций России, занимающегося манипулированием общественно значимой информацией, а также отрицанием фактов российской агрессии». После его смерти на «Миротворце» появилась запись «Ликвидирован в Москве».
Похоронен на кладбище Латовка под Одессой.